# おさげと花と地蔵さんと
1957年（昭和32年）９月にリリースされた三橋美智也のヒット曲。昭和20年代から40年代にかけて数多く発表された望郷演歌の１つ。

## 解説
1957年（昭和32年）９月にキングレコードのレーベルで発売されたシングル曲。作詞：東条寿三郎、作曲：細川潤一で、三橋美智也が歌った。B面は『三味線渡り鳥』。
三橋美智也の歌唱曲のうち、民謡を除く歌謡曲の売上枚数では16位で、110万枚のミリオンセラーとなった。
この歌が発表されたころは、高度経済成長が軌道に乗り始めた時期であり、多くの中卒者が集団就職などで大都会に送り込まれた。彼らの望郷心がこの歌のテーマである。
歌詞の「丸めた指」は、離郷時に目に焼き付けられた光景を覗くルーペのようなものであろう。子どものころから馴れ親しんだ地蔵さんや草花、村の小駅で旅立つ少年を涙を流しながら見送ってくれた家族・親族、とりわけ心に残るのは「なんにもいわずに手を挙げて／つま立ちながら見てた」（3番）お下げ髪の少女のこと。
仕事を終えたあと、夕映え空の彼方のふるさとに思いを馳せる若者の心情を表現した傑作である。